# دواين رايت (لاعب كرة قدم أمريكية)
دواين رايت (بالإنجليزية: Dwayne Wright)‏ هو لاعب كرة قدم أمريكية أمريكي، ولد في 2 يونيو 1983 في سان دييغو في الولايات المتحدة.

## وصلات خارجية
- دواين رايت على موقع مرجع كرة القدم المحترفة.كوم (الإنجليزية)
- دواين رايت على موقع JustSportsStats.com (الإنجليزية)